# El Tepeyac, Oaxaca
El Tepeyac är en ort i Mexiko.   Den ligger i kommunen San José Independencia och delstaten Oaxaca, i den sydöstra delen av landet, 300 km sydost om huvudstaden Mexico City. El Tepeyac ligger 96 meter över havet och antalet invånare är 333.
Terrängen runt El Tepeyac är varierad. Runt El Tepeyac är det ganska tätbefolkat, med 86 invånare per kvadratkilometer. Närmaste större samhälle är Isla Soyaltepec, 14,8 km öster om El Tepeyac. I omgivningarna runt El Tepeyac växer i huvudsak städsegrön lövskog.